# Gesellschaft für interkulturelle Seelsorge und Beratung
Die Gesellschaft für Interkulturelle Seelsorge und Beratung e.V. (englisch: Society for Intercultural Pastoral Care and Counselling) - SIPCC ist eine internationale Gemeinschaft von Personen aus den Bereichen Seelsorge, Beratung, Supervision, Lehre und aus anderen Arbeitsfeldern, die es sich zur Aufgabe gemacht haben, Praxis und Theorie von Seelsorge und Beratung zu fördern.
Ziel der Gesellschaft ist, Menschen zum seelsorgerlichen und beraterischen Dienst in unterschiedlichen kulturellen Zusammenhängen zu befähigen. SIPCC entstand mit christlichem Hintergrund, sucht den Dialog mit Menschen aus unterschiedlichen Glaubensrichtungen und Religionen und will sie in ihre Mitte nehmen mit dem Ziel, Gerechtigkeit und Frieden zu schaffen und die Schöpfung zu bewahren.
SIPCC wurde 1995 als Verein gegründet, um interkulturelle Seelsorge und Beratung in Praxis und Theorie fortzuentwickeln. Schon seit 1986 wurden internationale Seminare für Seelsorge und Beratung durchgeführt, aus denen der Verein hervorging. SIPCC bietet Menschen aus vielen Kulturen und ethnischen Gruppen die Möglichkeit, interkulturelles Verstehen zu fördern und miteinander seelsorgerlicher und beraterischer Praxis und Theorie zu reflektieren.
Der Verein hat seinen Sitz in Düsseldorf. Die Mitglieder kommen aus vielen unterschiedlichen Ländern und gehören verschiedenen Religionen an.